# Rio Paciência
O rio Paciência é um rio brasileiro do estado de Santa Catarina. 